# 福島市立荒井小学校
福島市立荒井小学校（ふくしましりつ あらい しょうがっこう）は、福島県福島市にある公立小学校である。

## 概要
福島市街地南西部、西地区西部に位置し、荒井、荒井北及び2019年3月に廃校となり統合された福島市立土湯小学校の通学区域である土湯温泉町を通学区域とする。2021年5月1日現在、8学級161名の児童が在籍する。校歌は阿部末治作詞、阿部菊江作曲によるもの。

## 沿革
- 1875年（明治8年）1月15日 - 学校創立。後に自治体合併を経て信夫郡荒井村立荒井小学校となる。
- 1941年（昭和16年）4月 - 国民学校令により、荒井国民学校と改称[1]。
- 1947年（昭和22年）4月 - 学制改革により、荒井村立荒井小学校と改称[1]。
- 1955年（昭和30年）3月 - 荒井村の福島市への合併により、福島市立荒井小学校と改称。
- 1974年（昭和49年） - 南校舎完成[2]。
- 1979年（昭和54年）12月10日 - 現在の北側校舎（RC造3階建）が竣工する。
- 1988年（昭和63年）2月27日 - 屋内運動場が竣工する。
- 1989年（平成元年）3月20日 - 水泳プール（25m×10m 6コース）が竣工する。
- 2006年（平成18年）4月 - 知的障がい特殊学級開設[1]。
- 2019年（平成31年）3月31日 - 福島市立土湯小学校が閉校し伴い当校に統廃合される。
- 2020年（令和2年）
  - 3月4日 - この日から5月24日（3月24日～4月7日の春休み期間をはさむ）まで、新型コロナウイルス感染症対策に係る臨時休業[1]。
  - 4月 - 自閉症・情緒障がい特別支援学級開設[1]。

## 教育方針
教育目標
- かしこく　やさしく　たくましく

## 学校行事
| - 4月 - 5月 - 6月 | - 7月 - 8月 - 9月 | - 10月 - 11月 - 12月 | - 1月 - 2月 - 3月 |

## 通学区域
- 西地域
  - 荒井
  - 荒井北
- 土湯温泉町地域
  - 土湯温泉町[3]

## 進学先中学校
- 福島市立西信中学校[4]

## 学校周辺
- 福島市立荒井北公園
- 荒井市営住宅
  - 荒井集会所
- 福島市立荒井公園
- 南東北福島病院
- 国道115号線荒井バイパス
- ふくしま未来農業協同組合（JAふくしま未来）
  - 福島南営農センター
  - Yショップここら西店（農産物直売所）
- 福島市立西信中学校
- 佐倉郵便局
- 福島県警福島警察署佐倉駐在所
- 福島市西学習センター
- 福島市役所西支所
- なお、校地東側には、ワイヂーエル上名倉工場などの工場が点在する。

## 交通
- 福島交通バス土湯線で、「南東北福島病院前」停留所より、学校正門まで、
  - 土湯温泉行のりばから、徒歩約455m・約7分。
  - 福島駅前行のりばから、徒歩約490m・約8分。
    - なお、学校敷地からバス停留所まで、直線距離では約160mほどだが、道路と学校正門との位置関係で、遠廻りとなる。